# Iglesia de San Miguel Arcángel (Altura)
La iglesia de San Miguel Arcángel de la Villa de Altura, en la comarca del Alto Palancia, provincia de Castellón, España, es un templo católico que está catalogado como Bien de Relevancia Local con código identificativo: 12.07.012-003, según consta en la Dirección General de Patrimonio Artístico de la Generalidad Valenciana.
Se sitúa en la plaza de San Miguel, en el centro urbano de la localidad, dentro del recinto cerrado de Altura. Pertenece al arciprestazgo número, llamado “La Asunción de Ntra. Sra.", de la Diócesis de Segorbe-Castellón.

## Historia
La construcción de la iglesia se inició en 1783 y fue bendecida en 1789, pese a ello su campanario fue acabado de construir más tarde, así como el camarín de la Virgen de Gracia. La cúpula, fue derruida en 1880, momento en el que se añadió el camarín; y se reconstruyó en 1884.

## Descripción
La Iglesia de San Miguel Arcángel es un edificio neoclásico y factura corintia del siglo XVIII. 
Exteriormente presenta una escasa calidad artística tras la reforma que sufrió a lo largo de su historia. Podría destacarse la existencia de unos contrafuertes externos que se sitúan por encima de las capillas laterales. Presenta una cúpula de teja cerámica de tonos azules y blancos, de grandes dimensiones. También se aprecia la torre campanario, la cual es de fábrica posterior al resto del templo.
La torre campanario es de planta hexagonal y se ubica en el lado de la Epístola. Consta de tres cuerpos con remate en cupulín. Se construyó después de 1789, siendo Matías Llorenç y Francisco Marzo sus autores. El primer cuerpo es de mampuesto y sillares en las esquinas; el segundo, donde se ubican las campanas, está hecho todo él con sillares, con pilastras en los ángulos; un tercer cuerpo está realizado de ladrillo, con partes que presentan enlucido.
El reloj se inauguró en 1899, según el arqueólogo José Luis Ferrer Castelló.
El templo presenta planta de tres naves con crucero y cúpula, dividida en cuatro crujías, pudiéndose observar la existencia de pilares, pilastras, y arcos de medio punto.
Las puertas de acceso al templo están ubicadas en fachadas laterales y dan a la primera crujía. Interiormente la nave central se cubren con bóveda de cañón (decoradas con pinturas de Vicente Izquierdo de mediados del siglo XIX), presentando lunetos circulares, con ventanas cuadradas debajo; mientras que las laterales se cubren con bóveda vaída, presentando cúpula en el crucero.
Presenta coro elevado a los pies de la planta, destacando el órgano, de grandes dimensiones, datado en el siglo XVIII, y que se encuentra en un lamentable estado de conservación.
El altar mayor presenta un retablo, de Juan Miguel Orliens, datado del siglo XVII, posiblemente de 1633, y dorado en 1642 -43, que procede de la Cartuja de Vall de Cristo, que está incompleto. Además de diversas tablas procedentes de al menos tres retablos atribuidos al desconocido Maestro de Altura, que trabajó a finales del siglo XV y principios del siglo XVI, como la imagen de la Virgen de Gracia (patrona de la villa), talla policromada del siglo XV; talla de San Antonio de Padua (segunda mitad del XVIII); tabla con una Inmaculada joanesca, correspondiente a las postrimerías del siglo XVI.
Por su parte, el Camarín de la Virgen de Gracia, se sitúa tras el altar del crucero. De pequeñas dimensiones está limitado por una estructura de cuatro pilastras con tracería de arcos (decoradas con capitel compuesto, arquitrabe con decoración de molduras y cenefas vegetales), que son el sustento de una cúpula sin linterna, que sirve de cubierta al mismo. Esta pequeña cúpula presenta pinturas (desarrollando temas relativos a la Virgen María) de Luis Antonio Planes posiblemente del año 1794, en las pechinas (de los cuatro arcángeles) y en los ocho compartimentos que dividen radialmente la cúpula (representando los misterios gloriosos).
La capilla del Sagrario presenta un esquema interior muy parecido al resto del interior de la iglesia.
Durante el año 2009, varias actuaciones en la iglesia retiraron la capa exterior de las fachadas, dejando ver su estructura y cubriéndolas de nuevo con otro acabado. Podían observarse en la fachada agujeros realizados cuando la Iglesia se construyó que servían para que las paredes "respirasen" la humedad al exterior.

## La tumba temporal de Fray Bonifacio Ferrer
Tras la desamortización de Mendizabal en 1835, los restos mortales de Fray Bonifacio Ferrer, que tras su fallecimiento reposaban en la Cartuja de Vall de Cristo, debido al peligro de su deterioro, tuvieron que ser trasladados en 1895, a la Iglesia de San Miguel Arcángel, donde fueron cobijados y donde reposaron hasta el 29 de abril de 1917, fecha en la cual fueron finalmente trasladados y depositados en el Santuario de la Cueva Santa.